# Biłgoraj

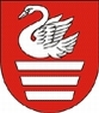
Biłgorajs vapen

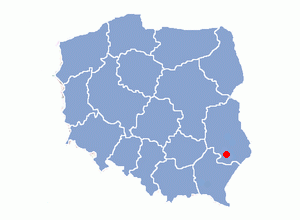
Biłgorajs läge i Polen.

Biłgoraj är en stad belägen vid floden Łada i i provinsen (vojvodskapet) Lublin, i sydöstra Polen. 
År 2012 hade staden 27 252 invånare. Cirka 20 km från staden ligger Roztocze nationalpark.

## Bilder

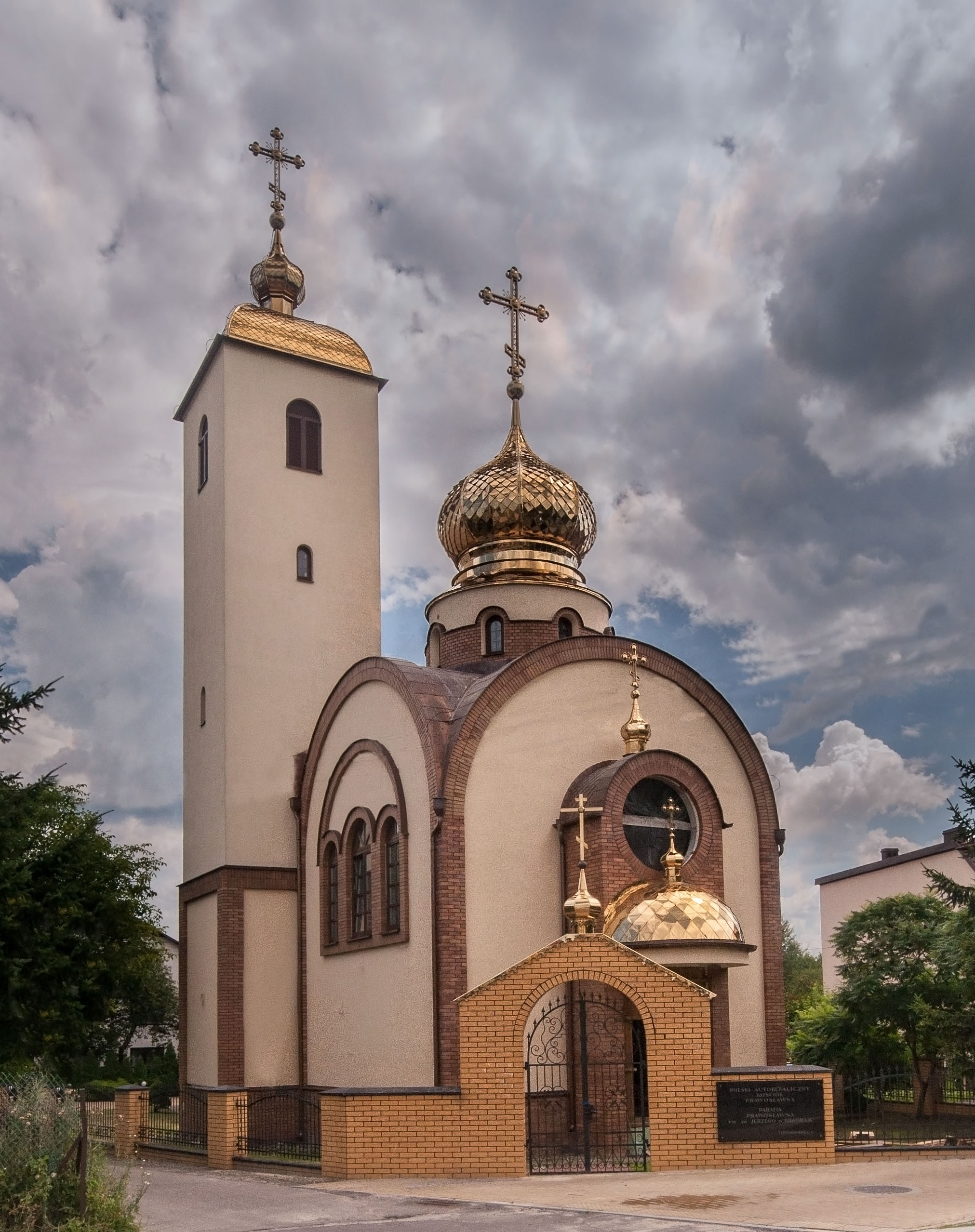
Sankt Georgs kyrka i  Biłgoraj.